# スピッツァー宇宙望遠鏡
スピッツァー宇宙望遠鏡（スピッツァーうちゅうぼうえんきょう、英語: Spitzer Space Telescope、SST）は、アメリカ航空宇宙局 (NASA) が2003年8月にデルタロケットに載せて打ち上げた赤外線宇宙望遠鏡である。2020年1月までの16年間にわたり運用された。
この宇宙望遠鏡は太陽周回軌道上にある人工惑星で、地球を追いかける形で移動する。またハッブル宇宙望遠鏡、コンプトンガンマ線観測衛星、X線観測衛星チャンドラとならび、グレートオブザバトリー計画のうちの1機である。
望遠鏡の名前の由来は、1940年代にはじめて宇宙望遠鏡を提案したライマン・スピッツァー Jr.博士である。打ち上げ前は、「宇宙赤外線望遠鏡装置」（頭字語SIRTF＝Space Infrared Telescope Facility）と呼ばれていた。冷却材を消耗して観測を終え、重量が減るにつれて少しずつ地球から離れている。

## 概要
スピッツァー宇宙望遠鏡は、軌道に載せた赤外線観測衛星の中で最も凝った作りを施したとされ、その各点は次のとおり。
反射望遠鏡本体は軽量ベリリウムで構成し、赤外線による高精度の観測を続けるために温度管理の工夫を施してある。外周は太陽の熱をさえぎる板を貼り付け、さらに望遠鏡本体は液体ヘリウムを用いる冷却機構で5.5ケルビンまで冷やした。また熱を発する地球の近くでは観測ができないため、この装置は地球の太陽周回軌道に載せ、少し離れて地球を追いかける位置に投入した。
これまで、星形成や恒星、惑星、遠くの銀河などさまざまな分野で重要な発見を重ねた実績がある。

## 観測装置
軽量化に採用したベリリウム、液体ヘリウムを使った5.5ケルビンまで冷却する温度管理は、以下の赤外線観測装置の精度を守った。詳細を述べる。
赤外線カメラ
IRAC（InfraRed Array Camera）、画素数256 × 256。4波長を同時に観測（3.6 µm／4.5 µm／5.8 µm／8 µm）。
赤外線分光計
IRS（InfraRed Spectrograph）。分光観測できる赤外線は4波長帯。

- 5.3 µm-14 µm
- 10 µm-19.5 µm
- 14  µm-40 µm
- 19 µm-37 µm）

遠赤外線観測装置
MIPS（Multiband Imaging Photometer for Spitzer）。帯域ごとの画素数は以下のとおり。

- 128 × 128画素（24 µm帯）
- 32 × 32画素（70 µm帯）
- 2 × 20画素（160 µm帯）

冷却材のヘリウムは2009年5月に底を突き、望遠鏡の温度は5.5ケルビンから30ケルビンまで上昇し、観測は「ウォーム・ミッション」に移行した。温度上昇により望遠鏡自体が赤外線を発し始めると、4つのうち最も長波長の帯域は観測できなくなった。その後も残りの帯域の観測を続けたが、2020年1月30日に全ての運用を終了した。

## 主な実績
- 史上最遠(当時)の銀河の撮影(2016)
- 「TRAPPIST-1」の周りに7個の地球サイズの惑星を発見(2017)[6]